# Хатанга (сельское поселение)
Сельское поселение Хатанга — муниципальное образование со статусом сельского поселения в Таймырском районе Красноярского края.
В рамках административно-территориального устройства соответствует территориальной единице село Хатанга (с подчинёнными ему населёнными пунктами) в составе административно-территориальной единицы с особым статусом Таймырский Долгано-Ненецкий район.
Административный центр — село Хатанга.

## История
До 2006 года территория, подчинённая селу Хатанга, составляла Хатангский район.
В рамках муниципального устройства Таймырского (Долгано-Ненецкого) автономного округа в 2004 году он составил муниципальное образование со статусом сельского поселения. После упразднения ТДНАО, муниципальное образование сельское поселение Хатанга сохранило свой статус, но уже в составе Таймырского Долгано-Ненецкого муниципального района.

## Население
| 1926  | 1939  | 1959  | 1970  | 1979  | 1989    | 2002  |
| ----- | ----- | ----- | ----- | ----- | ------- | ----- |
| 3660  | ↘3115 | ↗5008 | ↗7471 | ↗8290 | ↗10 251 | ↘6980 |
| 2009  | 2010  | 2012  | 2013  | 2014  | 2015    | 2016  |
| ↘6244 | ↘5653 | ↘5444 | ↘5267 | ↘5126 | ↘4953   | ↘4788 |
| 2017  | 2018  | 2019  | 2020  | 2021  |         |       |
| ↘4684 | ↘4622 | ↘4614 | ↘4602 | ↗5378 |         |       |

Численность представителей коренных малочисленных народов на территории сельского поселения составляет порядка 76% от общей численности населения по сельскому поселению Хатанга или 4001 человека (01.01.2016), в том числе:
• долганы – 3884 чел.
• нганасаны – 84 чел.
• ненцы – 16 чел.
• эвенки – 7 чел.
• прочие – 10 чел.
Из общего числа коренных малочисленных народов 2973 человека, проживают в сельской местности и трудятся, в основном на сельхозпредприятиях или в национальных общинах.

## Населённые пункты
В состав сельского поселения входят 10 населённых пунктов:
| №  | Населённый пункт | Тип населённого пункта       | Население |
| -- | ---------------- | ---------------------------- | --------- |
| 1  | Жданиха          | посёлок                      | ↗195      |
| 2  | Катырык          | посёлок                      | ↘367      |
| 3  | Каяк             | посёлок                      | ↘57       |
| 4  | Кресты           | посёлок                      | ↘275      |
| 5  | Новая            | посёлок                      | ↘266      |
| 6  | Новорыбная       | посёлок                      | ↘490      |
| 7  | Попигай          | посёлок                      | →319      |
| 8  | Сындасско        | посёлок                      | ↘531      |
| 9  | Хатанга          | село, административный центр | ↘2645     |
| 10 | Хета             | посёлок                      | ↘362      |

Северный «куст» (к северу от Хатанги) и «южный» (к югу от Хатанги) куст. Посёлки заселены преимущественно долганами. Проживают также нганасаны (поселок Новая).

## Местное самоуправление
Дата избрания: 12.10.2008. Срок полномочий: 5 лет
Глава сельского поселения
- 2008—2013 — Сергей Викторович Зверев
- 2013—2016, 2016—2019 — Александр Валерьевич Кулешов (переизбран в 2016 году[34])
- 2023—2024 — Андрей Сергеевич Доронин
- с ноября 2024 года — Андрей Александрович Гашев[35][36]